# Thysanura
I Tisanuri (Thysanura Leach, 1815) sono un gruppo di Artropodi, che come i Microcoryphia appartengono al gruppo degli Apterygota. La loro caratteristica è quella di essere primitivamente privi di ali (atterismo primitivo). Il nome deriva dai termini greci thysanos (frangia) e oura (coda) e significa "coda frangiata", facendo riferimento alle frange di setole presenti sulle appendici posteriori. Questo taxon è piuttosto desueto nella letteratura contemporanea e considerato obsoleto da alcune revisioni tassonomiche.

## Morfologia
I Tisanuri sono insetti di piccole o medie dimensioni, con corpo allungato. Le livree hanno colori uniformi (grigiastri o biancastri) e talora iridescenti, da cui il nome comune di pesciolino d'argento attribuito ai Tisanuri sensu stricto (Lepismida). L'esoscheletro è poco consistente e per lo più rivestito di squame.
Il capo è prognato o ipognato, in genere provvisto di occhi composti; gli ocelli possono essere presenti in numero variabile, fino a tre, oppure essere del tutto assenti. Le antenne sono lunghe, moniliformi o filiformi, costituite da un numero vario di articoli (30 o più). Strutturalmente rientrano nel tipo anulato, ovvero sono provviste di muscoli intrinseci solo negli articoli basali.
L'apparato boccale è ectognato e masticatore. Le mandibole sono articolate con uno o due condili e sono divise, o no, in due articoli (coxopodite e basipodite); sono variamente denticolate all'estremità distale e provviste di mola di diversa costituzione. Le mascelle hanno la struttura tipica, con galea lobiforme, lacinia denticolata e palpo composto da 5-7 articoli. Il labbro inferiore presenta un grande postmento e un premento diviso, glosse e paraglosse distinte e palpi di 3 articoli. In vari Lepismidi termitofili (Allonychella, Dionychella, Pauronychella), i pezzi boccali appaiono modificati (mandibole delicate, lobi mascellari allungati ed appuntiti, ecc.) ed adattati ai rapporti che questi Tisanuri hanno con i loro ospiti.
Il torace mostra i tre segmenti simili tra loro. Le zampe sono di tipo cursorio, con tarsi composti da 2-4 segmenti e pretarsi con 2 unghie. Le ali sono assenti in tutto l'ordine che, come detto in precedenza, è l'unico primitivamente attero nell'ambito della classe degli Insetti.
L'addome è composto da 11 uriti; l'ultimo urite, il telson, è filiforme e notevolmente allungato. Negli uriti II-IX o VII-IX o VIII-IX, sono presenti scleriti subcoxali, a volte fusi in un coxosterno, recanti uno stilo terminale. La caratteristica morfologica più evidente è lo sviluppo dei cerci, che sono lunghi e pluriarticolati. L'affinità morfologica con il telson, detto impropriamente paracerco, è tale che questi insetti sembrano forniti di tre cerci. La femmina è munita di ovopositore, che si prolunga posteriormente oltre l'addome. Cerci e paracerco presentano piccoli ciuffi di setole intervallati.

## Anatomia
Il sistema nervoso centrale comprende tre gangli toracici e 7-9 gangli addominali, collegati da connessure longitudinali doppie. Nel cerebro sono presenti tre organi frontali, dei quali i due laterali sono neurosecretori e quello impari fotorecettore.
L'apparato digerente è poco differenziato, composto da un canale alimentare rettilineo o quasi. Lo stomodeo può essere fornito di ingluvie e di ventriglio, il mesenteron di diverticoli ciechi ed il proctodeo si presenta convoluto. L'apparato escretore comprende un numero variabile di tubi malpighiani, da 4 a 20.
L'apparato respiratorio comprende 2 paia di stigmi toracici e 7-8 paia addominali; le trachee sono reciprocamente anastomizzate o no. L'apparato circolatorio ha il vaso dorsale bene sviluppato e provvisto di parecchie paia di ostioli.
L'apparato riproduttore femminile ha ovari composti da 5-7 ovarioli panoistici (ovvero, privi di cellule vitellogene) e, talvolta, submetamerici. La vagina è breve, la spermateca e le ghiandole accessorie sono presenti o assenti. Il gonotrema sbocca fra gli urosterni VII e VIII oppure VIII e IX, l'ovopositore è più o meno lungo e costituito da due paia di gonapofisi dipendenti dagli uriti VIII e IX. L'apparato riproduttore maschile ha testicoli plurilobati, composti da 3-6 e più lobi, ed includenti tubuli spermatici. I vasi deferenti sono lunghi più o meno convoluti, a volte anastomizzati. In certi casi essi sboccano con due gonopori in un pene, in altri esiste invece un breve organo eiaculatore.

## Biologia

### Habitat e alimentazione

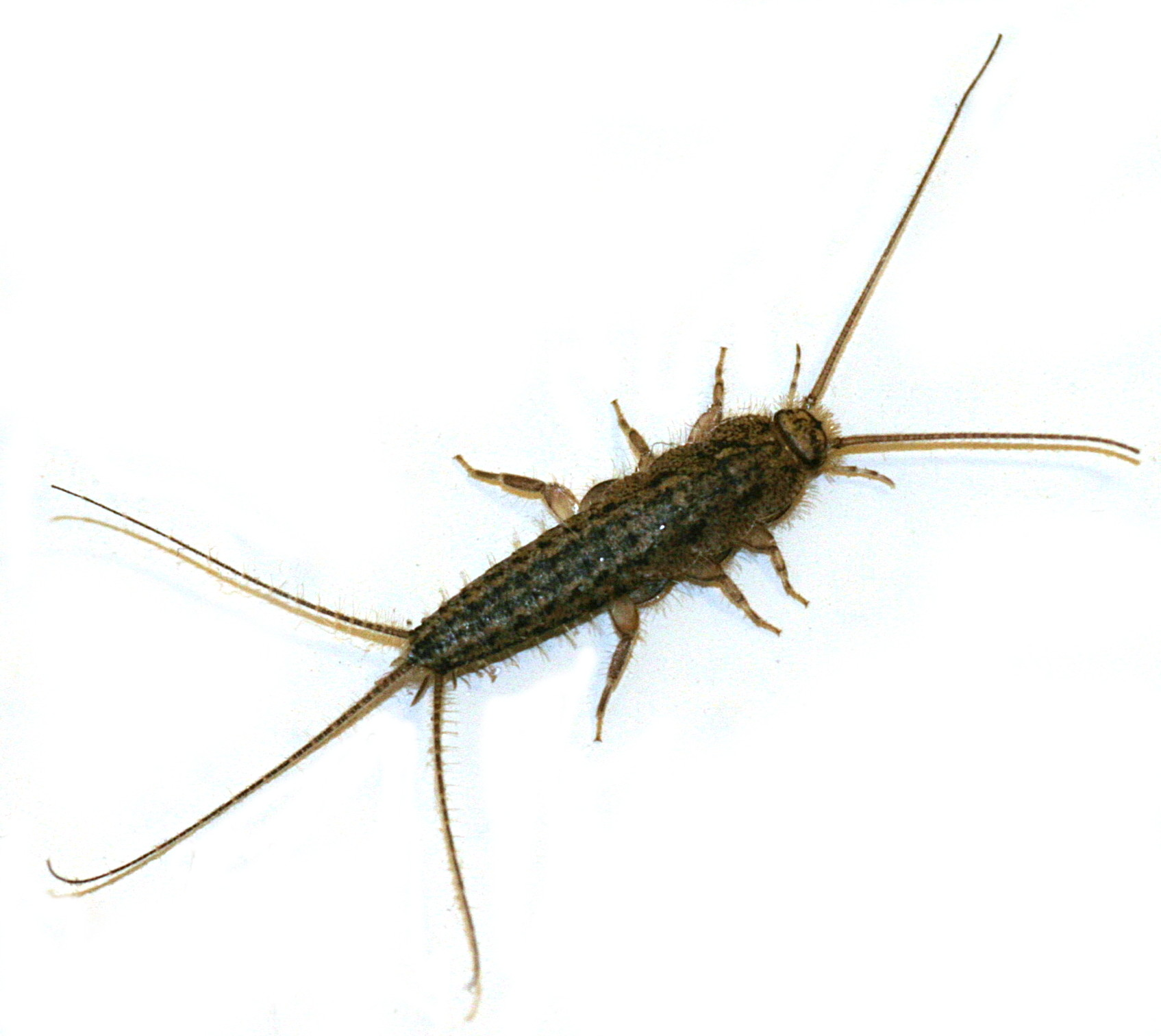
Ctenolepisma lineata

I Tisanuri frequentano svariati ambienti, ma in generale privilegiano microambienti riparati, dotati di sufficiente umidità e poco illuminati. Si rinvengono comunemente in materiali vegetali in decomposizione, fra i muschi, sotto le pietre, in anfratti nelle rocce, negli edifici. Alcune specie si rinvengono, invece, in ambienti differenti, come quelle eliofile, che possono ritrovarsi sulle rocce o sugli alberi, ed i sinfili, che vivono nei formicai o nei termitai.
La loro dieta è essenzialmente vegetariana e si nutrono a spese di alghe, licheni, funghi, polline, detriti vegetali di varia natura. Possono anche divorare la propria exuvia o i corpi morti di altri individui della stessa specie. Fra i succhi digestivi emessi nel mesentero compaiono una cellulasi, un'amilasi e una cellobiasi, perciò fra i principi nutritivi che compongono la loro dieta rientrano sia l'amido sia la cellulosa. I Tisanuri possono quindi infestare locali e magazzini contenenti materiali ricchi di cellulosa (carta, stoffe, colle, tappeti, ecc.) oppure di amido (granaglie di cereali). Negli edifici si possono rinvenire comunemente in vecchie costruzioni e in locali che garantiscono un ambiente favorevole e un'adeguata disponibilità alimentare, come scantinati, soffitte, depositi di cereali, ecc.
In genere non sono particolarmente dannosi, ma in ambienti favorevoli possono moltiplicarsi fino a raggiungere livelli di popolazione tale da rappresentare un rischio per manufatti e granaglie. La loro presenza è temibile, ad esempio, nelle vecchie biblioteche e negli archivi, per i danni che possono causare ai vecchi documenti cartacei e alle rilegature.

### Riproduzione e sviluppo

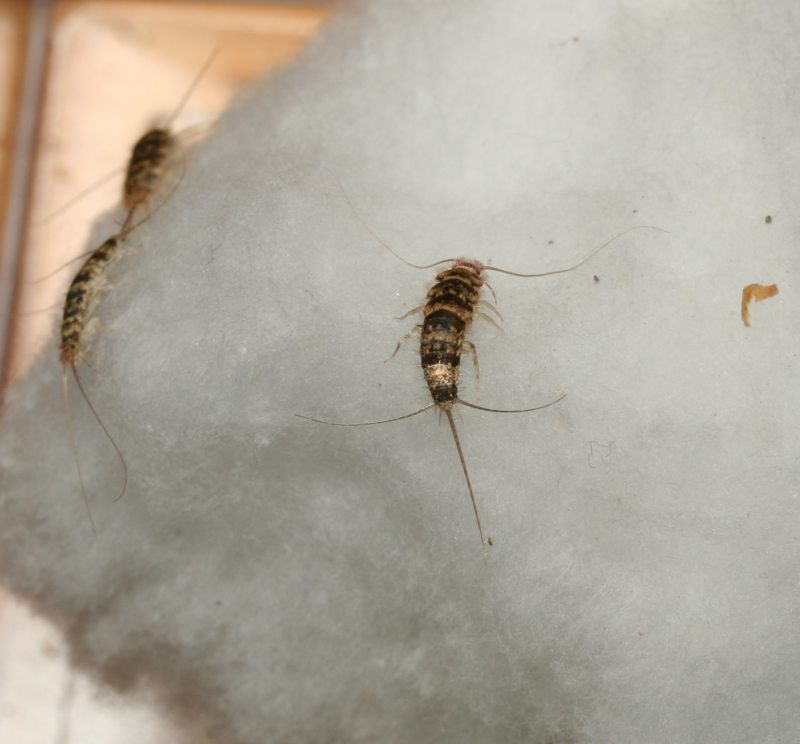
Thermobia domestica

I Tisanuri sono ovipari e ametaboli. Le femmine depongono uova di dimensioni relativamente grandi, nello stesso ambiente in cui vivono. L'incubazione è particolarmente lunga, in quanto può protrarsi per un periodo di 2-6 mesi o anche più.
Lo sviluppo postembrionale è caratterizzato dall'assenza di metamorfosi e dall'elevato numero di mute: nel corso della sua vita, un tisanuro può subire anche più di 70 mute ed anche dopo aver raggiunto la maturità sessuale. L'esuviamento avviene attraverso una linea di sutura a Y sopra il cranio. Sono insetti piuttosto longevi: il ciclo di sviluppo, fino al raggiungimento della maturità sessuale, si svolge in un periodo che, secondo le specie, varia dai 2-6 mesi ai 6-26 mesi e gli adulti, in particolare le femmine, possono vivere per alcuni anni.
L'etologia della riproduzione, in diverse specie, è condizionata dall'assenza di un vero e proprio organo copulatore nei maschi. In queste specie, gli spermatozoi sono raccolti in vescicole liquide, dette spermatofori, che vengono trasferite senza che vi sia la copula, oppure disseminati nello sperma, che viene raccolto dalla femmina. In ogni caso l'atto riproduttivo si svolge secondo comportamenti singolari e variabili da specie a specie, come si può osservare nei seguenti esempi:
- I maschi di Machilis germanica e Lepismachilis y-signata KRATOCHV. depongono una o più gocce di sperma su un filamento, da essi secreto, teso a zig-zag fra le particelle di terreno, oppure fra supporto ed estremità caudale dell'addome; il liquido seminale è prelevato, con i palpi o con i cerci, dal maschio e consegnato alla femmina, oppure è prelevato direttamente dalla femmina, mettendo a contatto l'apertura genitale con la goccia di sperma.
- I maschi di Lepisma saccharina tendono vari filamenti sul supporto e vi depongono uno spermatoforo non peduncolato; la femmina si orienta seguendo i filamenti fino a raccogliere lo spermatoforo.
- I maschi di Thermobia domestica emettono lo spermatoforo durante una sorta di danza caratteristica che invita la femmina presente ad introdurlo nella propria vagina.

## Sistematica
L'Ordine comprende circa 600 specie ripartite in due sottordini, Machilida e Lepismida. Alcuni Autori elevano questi sottordini al rango di ordini o addirittura di sottoclassi. Talvolta la letteratura cita l'ordine dei Tisanuri identificandolo con i Lepismida ed escludendo i Machilida o Archaeognata.
I Machilida (sinonimi Mycrocoryphya Verhoeff, Archaeognata Börner, Protothysanura Crampton) hanno corpo in genere dorsalmente convesso, subgibboso e fortemente attenuato all'indietro. Il capo ha occhi più o meno grandi e contigui sulla linea medio-dorsale ed è provvisto di 3 ocelli. Le mandibole sono monocondile e le mascelle hanno palpi di 7 articoli. Le zampe medie e posteriori hanno le coxe sovente fornite di stilo. L'addome è provvisto di stili negli uriti II-IX, con stili del IX conformati per il salto), e vescicole esertili negli uriti I-VII. Il decimo urotergo non ricopre l'estremità del corpo. L'apparato respiratorio è provvisto di 9 paia di stigmi e di un sistema tracheale non anastomizzato.
I Lepismida (sinonimi Zygentoma Börner e Thysanura sensu stricto) hanno corpo appiattito e capo con occhi piccoli o assenti. Le mandibole sono bicondile e le mascelle hanno palpi di 5-6 articoli. Le mesocoxe e le metacoxe sono prive di stili. L'addome è provvisto solitamente di stili negli uriti VII-IX o VIII-IX, con quelli del IX urite non modificati per il salto. Le vescicole esertili sono assenti oppure presenti negli uriti II-VIII e il decimo urotergo ricopre l'estremità del corpo. L'apparato respiratorio è provvisto di 10 paia di stigmi e di un sistema tracheale anastomizzato.